# Korvete klase Steregušćij
Korvete klase Steregušćij (Projekta20380) su višenamjenske raketne korvete niske zamjetljivosti i trenutačno su najveći površinski brodovi koji se grade za flotu ruske ratne mornarice. Planirana je gradnja ukupno deset brodova ovog projekta, a izgledna je i prodaja izvozne inačice označene kao Projekt 20382. Gradnja prve jedinice u seriji od deset brodova počela je polaganjem kobilice 21. prosinca 2001. u brodogradilištu Severnaja Verf u Sankt-Peterburgu, a porinuće je bilo planirano tijekom 2003. Zbog financijsko-tehnoloških razloga bilo je odgođeno na neodređeno vrijeme. Prema posljednjim informacijama porinuće će se obaviti u prvom kvartalu 2006.

## Povijesni okvir
Zašto je početak izgradnje jednog ratnog broda, bez obzira koliko on bio moderan, izazivao toliku pozornost. Odgovor na to pitanje dao je viceadmiral Anatolij Šlemov, tadašnji načelnik brodograđevnog odjela ruske mornarice.
Istaknuo je da je ruska ratna mornarica službeno klasificirala Projekt 20380 kao "višenamjenski obalni patrolni brod". Broj takvih brodova u ruskoj mornarici posljednjih je godina dramatično smanjen u odnosu na "zlatno doba" sovjetske mornarice od 1970. – 1980. godine. Istodobno, zahtjevi i potrebe upravo za takvom vrstom borbenog broda enormno su porasli.
Ruskoj mornarici nije preostalo takvih brodova. Brodovi iz Projekta 1124 i 1131M (Grisha i Parchim II - prema NATO klasifikaciji) su mali protupodmornički brodovi a brodovi iz Projekta 1234 (Nanuchka - prema NATO klasifikaciji) su brzi napadajni brodovi. Sva tri projekta, na zapadu klasificirana kao korvete, bila su ipak projektirana za vrlo ograničeni broj i opseg zadaća, bilo da se radilo o protupodmorničkim ili protubrodskim.
Jedino se Projekt 50 (Riga - prema NATO klasifikaciji) može nazvati izravnim prethodnikom današnjeg Projekta 20380. Gradnja brodova klase Riga počela je 1950. godine i izgrađena je serija od 68 plovnih jedinica. Za taj se Projekt (klasu) s pravom može reći da je s pravom nosio epitet "višenamjenski".
S punim deplasmanom od 1200 tona i krstarećom brzinom od 29 čvorova, brod je bio iznimno naoružan što je i inače bilo u skladu sa sovjetskom pomorskom doktrinom. Raspolagao je s tri topa od 100 mm (dvostruke namjene), dva dvocijevna automatska topa AK-230, kalibra 30 mm,   torpednim cijevima za torpeda 53 VA, kalibra 533 mm, dubinskim bombama, sporotonučim ili brzotonučim, konvencionalnim i raketnim bacačima te je mogao ukrcati i 26 morskih, na dnu ležečin indukcionih mina. Kina je svojedobno kupila licencu od Sovjeta i sama gradila te brodove koje je dodatno naoružavala s po dvije Hai Ying protubrodske rakete.
Zahvaljujući mogućnosti pokrivanja širokog spektra zadaća može se reći da su bili pravi "radni konji" kako u RM SSSR-a, tako i u ratnim mornaricama Kine, Bugarske, bivšeg DDR-a, Indonezije i Finske.
Potvrđujući svoje kvalitete i multifunkcionalnost Projekt 50 (klasa Riga) mogla je biti uporabljena u protupodmorničkom ratovanju, raketnim i topničkim napadima na neprijateljsko površinsko brodovlje, vatrenoj podršci desantnim snagama te klasičnim patrolnim - ophodnim zadaćama. Početkom devedesetih godina prošlog stoljeća brodovi ove klase iza sebe su imali od 35?40 godina životnog vijeka i postali su tehnički i borbeno nekorisni. Raspad SSSR i ekonomske teškoće prisilile su mornaricu da neke plovne jedinice zadrži u operativnom sastavu (uz primjenu "tehničkog kanibalizma") jer jednostavno nisu imali zamjenu za njih.
To nije značilo da je koncept višenamjenskog patrolnog (ophodnog) broda za obalne vode (litoralno more) bio napušten. Do sada nije nestala potreba za uporabom takvog broda, naprotiv, u suvremenim ratnim mornaricama, poglavito u RM SAD ova klasa brodova ponovno izbija u prvi plan jer se pokazalo da je ugroza kapitalnih brodova u litoralnom moru (obalnom moru) pevečana mogućim djelovanjem i napadima terorističkih skupina.
Zbog "uskrsnuća" i uspjeha takvih brodova tijekom II. svjetskog rata, kada su ih Britanci rabili u protupodmorničkom ratu protiv njemačkih "vučjih čopora" i Rusi su razvijali svoje koncepte uporabe takvih brodova. Njihovo viđenje takvog broda uglavnom se svodilo na brzi, višenamjenski brod, naoružan ponajprije ofenzivnim sustavima, što nije ipak bilo opravdano za sve razvijene projekte.
Današnji pristup vojnoj brodogradnji, uporaba novih tehnologija i pomorskih doktrina nije mogla ostaviti ravnodušnim ruske brodograditelje i mornaričke stratege.
Doktrina litoralnog ratovanja (ratovanje u međuotočnom, obalnom moru i njegovim prilazima do 200 NM - tkz. ekonomsko-gospodarski pojas) donijela je niz novih zahtjeva i problema koje nameće pomorsko-zračno-kopneni sukob u plitkim obalnim vodama, odnosno spremnost napadača da sa svojim efektivima pokuša prići što je moguće bliže kopnu (obali) i tamo riješiti bitku. Američki naziv takve koncepcije govori dovoljno sam za sebe: "Naprijed ... s mora! ". Ruski stratezi nisu mogli ignorirati takvu zapadnu strategiju.
Kao odgovor na nju prije četiri godine pokrenuta je izgradnja višenamjenske korvete Projekta 20380 za kojeg Rusi smatraju kako bi trebao postati temelj u obrani ruskog litoralnog pojasa.
Projektiranje višenamjenske raketne korvete Projekta 20380 obavio je poznati petrogradski projektni biro Almaz. Na crtaćim daskama tog projektnog biroa nastali su mnogi ratni brodovi na kojima je svoju moć temeljila "crvena flota" SSSR-a. Posebno veliko iskustvo Almaz je stekao projektirajući ratne brodove u klasama fregata i korveta.
Na domaćem natječaju koji je raspisala ratna mornarica za projekt višenamjenske korvete Almaz je ponudio čak osam različitih inačica tog broda. Za dobivanje posla bilo je odlučujuće što je uz visoku tehnologiju i tehničke performanse Almaz ponudio i relativno nisku cijenu izgradnje.
Projekt 20380, odnosno višenamjenska korveta Stereguščij odlikuje se maksimalnim deplasmanom od 2100 tona, duljinom od 104,5 i širinom od 13 metara.
Njegovi glavni porivni strojevi omogućavaju postizanje brzina većih od 30 čvorova, što je prvenstveno postignuto optimiziranjem vrlo elegantnih linija brodskog podvodnog dijela trupa. Široki dijapazon teoretskih istraživanja te iscrpni program testiranja koja je proveo Kirilov institut za brodograđevna ispitivanja dopustio je konstruktorima napraviti trup koji je znatno bio lakši i samim tim smanjio opterećenje motora koji uz istu snagu mogu sada razviti 1-2,5 čvora veću brzinu.

## Trup i nadgrađe
U projektiranju broda uloženi su veliki trud i višegodišnje ispitivanje. Prema izjavama iz samog vrha projektnog biroa Almaz, višenamjenska korveta Stereguščij je brod nove generacije koji mora zadovoljiti ne samo zahtjeve današnjeg vremena nego i ponuditi odgovore i odrediti nove projekte za buduća vremena (Koncepti korveta XXI-1, XXI-2, XXI-3 i XXI-4).
Pri konstrukciji trupa i nadgrađa uvažavali su se svi poznati zahtjevi stealth-tehnologije (tehnologija niske radarske zamjetljivosti broda), što znači da su sve bočne površine nakošene pod različitim kutovima i nagibom prema simetralnoj ravnini (simetralnoj uzdužnici broda) da bi se dobilo što veće raspršavanje odbijenih elektro magnetskih valova,radarskih zraka. Osim smanjenja vizualnog i radarskog odraza, ova tehnologija je omogućila znatno smanjenje i ostalih fizičkih polja broda: infracrvenog, magnetskog i akustičnog.
Uz čelični trup, nadgrađe broda izgrađeno je od sendvič-kompozitnih materijala koji su obloženi i obojani radarski absorbirajućim premazima. Sastavni dio brodskog nadgrađa je krmeni helikopterski hangar koji se nastavlja na platformu za slijetanje helikoptera.
Radi smanjenja razine mehaničkog šuma, osim elastičnog temeljenja glavnih i pomoćnih motora te ostalih uređaja, primijenjen je i sustav ispuštanja mjehurića zraka u more. Zračni mjehurići oplakuju oplatu broda u području u kojem se nalaze uređaji koji proizvode buku i vibracije. Sličan sustav ispuštanja mjehurića zraka kroz posebno konstruirane kanale i rupice primjenjuje se na krilima prekretnih propelera.
Glavni dizelski strojevi i njihovi reduktori postavljeni su na zajedničkim platformama što je također rezultiralo smanjenjem buke i vibracija. Dizelski generatori su zbog istih razloga postavljeni na drugoj palubi.
Svi brodski sustavi izrađeni su u skladu s najnovijim tehnologijama čime im je znatno produljen vijek eksploatacije, u većine su borbene stanice automatizirane, što je omogućilo znatno smanjenje broja posade.

## Tehnologija niske zamjetljivosti
Današnja ruska brodogradnja napravila je veliki kvalitativni pomak u posljednjih desetak godina. Sazrelo je razmišljanje da se na svjetskom tržištu naoružanja i opreme može opstati samo ako se ulaže u razvoj i primjenu najnaprednijih tehnologija.
Jedno od takvih područja u kojima su ruski znanstvenici daleko dospjeli je i aplikacija kompozitnih materijala pri izgradnji brodskih nadgrađa i jarbolnih konstrukcija. Jarbolno- mostne strukture (TMS - Tower-mast structure) razvijene su zajedničkom suradnjom nekoliko ruskih kompanija i instituta, uključujući i kompaniju Granit.
Njihovi proizvodi temelje se na primjeni polimeričkih kompozitnih materijala (PCM ? Polymeric composite materials) s minimalnom aplikacijom metalnih čestica.
Aplikacija novih tehnologija uporabom PCM materijala uspješno zadovoljava zahtjeve tvrdoće i čvrstoće baznih brodskih struktura uz istodobno zadovoljavanje specifičnih elektromagnetskih zahtjeva. Uvjeti kojima udovoljavaju PCM materijali dopuštaju smještaj elektroničke opreme unutar TMS-a u takozvane radiotransparentne module. Zahtijevani uvjeti osigurani su stalnim poboljšanima PCM materijala ali i oblikovanjem radiotransparentnih modula. Primjena PCM materijala i smještaj osjetljive radarske i ostale elektroničke opreme u TMS strukture bitno utječe na smanjenje odbijenog radarskog signala od nadgrađa i jarbola broda.
Prednosti TMS struktura izrađenih od PCM materijala u odnosu na mostne i jarbolne konstrukcije izrađene od klasičnih materijala i klasičnim brodograđevnim metodama su sljedeće:
- smanjenje zahtjeva vezanih za mehaničke i klimatske uvjete kojima moraju udovoljiti komponente i uređaji koji se ugrađuju na otvorenim površinama broda,
- smanjenje masa ugrađenih elemenata,
- smanjenje protivnikove mogućnosti vizualne prepoznatljivosti,
- smanjenje mogućnosti brodske detekcije na svim udaljenostima sve do radarskog horizonta. Razlika u distanci detektiranja broda s običnim nadgrađem i jarbolom i onog s TMS strukturama kreće se od 10 do 20 km ovisno o klasi i veličini broda,
- uvođenje puno naprednijih oblika i obrisa brodskih konstrukcija.

## Pogonska grupa
Za pogon korvete Stereguščij namijenjena su četiri Dieselova motora s reduktorima u CODAD (Combined Diesel and Diesel) konfiguraciji. Glavni porivni strojevi prenose snagu na dvije propelerske osovine na kojima su propeleri sa zakretnim kracima što brodu daje puno veću fleksibilnost kako u postizanju različitih brzina, tako i u manevarskim svojstvima broda.
Iako još nije poznat točan tip dizelskog motora D49 (koje proizvodi Kolomenski zavod) koji su Rusi ugradili u korvetu Stereguščij, specificirano je da oni brodu dopuštaju postizanje vršne brzine veće od 28 čvorova. Inače, Kolomenski zavodi proizvode novi program dizelskog motora tipa D49 u dijapazonu od 500 do 6000 KS.
Vrlo je zanimljiv podatak da je prostor strojarnica projektiran tako da se u njega vrlo lako može (prema potrebama ili želji kupca) ugraditi i turbinsko postrojenje. Takva konfiguracija sastoji se od dvije plinske turbine po 10.000 kW i dva dizelska motora po 3650 kW. Primjenom CODAG propulzijskog sustava tada omogućava postizanje vršne brzine znatno više od 30 čvorova.
Električna oprema na korveti projektirana je tako da četiri dizelska-generatora u potpunosti mogu zadovoljiti (4x630 kW) sve potrebe ugrađenih i budućih sustava koji će se ugrađivati na korvetu. Električni sustav je u potpunosti automatiziran.
Na brodu je višak prostora i električne energije za buduću ugradnju vertikalnog raketnog lansirnog sustava za rakete PZO sustava Poliment te protubrodske krstareće projektile tipa Jahont (Oniks).

## Naoružanje
Vodeći računa o namjeni korvete i zoni u kojoj će ta moderna višenamjenska korveta djelovati, konstruktori su posebnu pozornost posvetili izboru naoružanja i njegovom smještaju na samome brodu.
Multifunkcionalnost ovog broda možda se najbolje ogleda kroz popis naoružanja i opreme koji su instalirani na njemu. Korveta raspolaže protubrodskim raketnim sustavom, protupodmorničarskim sustavom, glavnim topničkim sustavom dvojne namjene, dvama CIWS sustavima od kojih je jedan hibridni topničko-raketni. Osim toga na brodu je predviđena ugradnja proturaketnog (i protubrodskog) vertikalnog lansirnog sustava za koji je osiguran prostor. Na korveti je i protupodmorničarski helikopter.
Glavno topničko naoružanje korvete Stereguščij predstavlja automatski top AK 190 E kalibra 100 mm sa sustavom za upravljanje paljbom Puma-Univerzal. Namijenjen je za gađanje i uništavanje ciljeva na moru, na kopnu i zraku. Odlikuje se velikom vatrenom moći od 80 granata u minuti (iako neki neslužbeni izvori tvrde 120). Razvoj ovog topa počeo je koncem osamdesetih godina na bazi sustava AK-100. Različitim poboljšanjima i primjenom kompozitnih materijala težina topničkog kompleksa smanjena je s početnih 37 na samo 17 tona što ga čini primjenjivim na svim brodovima od 450 tona deplasmana pa na više. Trajnost cijevi je 2500 ispaljenih granata. Granate težine 15,6 kg na ustima cijevi dostižu početnu brzinu od 880 m/sec i imaju domet u horizontalnoj ravnini 22 km a u vertikalnoj 15 km. Kupola topa izrađena je također u stealth izvedbi. Upravljanje paljbom povjereno je sustavu Ametist 5P Puma-Univerzal koji se sastoji od dva radara i elektrooptičkih senzora. Radari za upravljanje paljbom mogu raditi u H/I/J frekvencijskom opsegu i imaju doseg od 60 km. Sustav Puma može istodobno pratiti četiri cilja koji se kreću (brodovi, zrakoplovi, rakete i topnička zrna). Sustav je sposoban obaviti autokorekciju na osnovu vodenog stupa koji za sobom uzrokuje pad topničkog projektila u more.
Protubrodski taktički raketni sustav Kh-35 (poznat i kao 3M24 Uran-E ili SS-N-25 Switchblade) nalazi se "skriven" između klinastog glavnog jarbola i krmenog dijela nadgrađa (oplate ispušnih cijevi glavnih i pomoćnih motora). Rakete tipa X-35 smještene su u transportno-lansirne kontejnere koji su grupirani u dvije grupe po četiri rakete.
Visoko-podzvučna raketa X-35 ima brzinu od preko 300 m/sec, kreće se na visinama od 3 ? 5 i 10-15 m (po izboru) i pogađa ciljeve na udaljenostima između 5 - 130 km. U završnoj fazi putanje raketa je imuna na elektronsko ometanje. Ugradnjom vertikalnog lansirnog sustava raketni sustav Uran vjerojatno će biti zamijenjen supersoničnim sustavom Yakhont 3M-55E dometa 300 km ili novorazvijenom rusko-indijskom raketom Brahmos koja predstavlja sam svjetski vrh protubrodskog raketnog arsenala.
Za blisku proturaketnu i protuzračnu obrana broda zadužena su dva sustava. Prvi sustav je hibridni topničko-raketni sustav Kortik/Kashtan.
Drugi CIWS sustav predstavljaju dva automatska šestocijevna topa AK-630. Dok je hibridni sustav postavljen na pramčanoj platformi odmah iza topa AK-190, topovi AK-630 (šesterocijevni top, kalibra 30 mm) postavljeni su na bokovima krmenog nadgrađa odmah u visini dimnjaka.
Po uzoru na najnoviju praksu zapadnih mornarica (La Fayette, Visby, Eliat itd) lanseri protupodmorničarskih oružja skriveni su u unutrašnjosti krmenog nadgrađa. Bojni komplet sastoji se od 16 protupodmorničkih vođenih raketa Vodopad-NK (83 RN ili 84 ) ili torpeda 53-56K (ili SET-65).
Na krmi korvete nalazi se helikopterska platforma s hangarom za ukrcani helikopter koji se može rabi za vrlo široki dijapazon zadaća kao što su:
- izviđanje,
- označavanje ciljeva za raketni napad,
- napad na površinske brodove vlastitim oružjem,
- potraga i uništavanje podmornica,
- operacije potrage i spašavanja.

## Senzori
Brod koji bi trebao postati temeljnom plovnom jedinicom za nadzor i obranu priobalja dobio je i primjerenu elektroničku opremu. Ruska mornarica se uglavnom opredijelila za već standardne (ali i znatno poboljšane) senzorske sustave koji su već u uporabi na najvažnijim udarnim plovnim jedinicama površinske flote.
Za nadzor zračne i površinske situacije zadužen je motrilački radar tipa Pozitiv-M1. Za navigaciju rabe dva radara MR-231.
Novorazvijeni topnički sustav AK-190 E koristi se radarskim sustavom Puma za upravljanje paljbom. U direktor su ugrađene najnovije komponente kao što su televizijska kamera visoke rezolucije, termovizija i laserski daljinomjer.
Zahvat i odabir površinskih ciljeva za protubrodske krstareće rakete Uran obavlja se radarom Monument. U svrhu protuelektronske borbe Stereguščij je opremljen s četiri ometača tipa TK-25. i s četiri raketna bacača 120 mm pasivnih dipola i infracrvenih mamaca tipa PK-10.
Protupodmornički senzori zastupljeni su sonarom Zarja ugrađenim u pramčani bulb te tegljenim sonarom Minotaur čije je vitlo ugrađeno ispod helikopterske sletne platforme na krmi korvete.

## Trenutno stanje
Prvi brod u seriji trebao je dobiti ime Storoževoj ali je to promijenjeno u Stereguščij. Drugi brod u seriji (čija je kobilica položena 2004.) nosit će ime Storoževoj a treći brod, čija je kobilica položena tijekom ljeta 2005. dobit će ime Boikij. Nedvojbeno je da će kvaliteta ruske površinske flote i njezine operativne sposobnosti biti znatno bolje uvođenjem ovih brodova u službu.
Mnogo važnije za Rusiju i njezinu pomorsku moć jest činjenica da je nakon više od desetljeća i pol ruska vojna brodogradnja smogla snage ali i financijskih sredstava prevladati tehnološki jaz u koji je zapala nakon raspada SSSR-a. U tom svjetlu gledano, stealth koncept višenamjenske, modularno koncipirane, raketne korvete Stereguščij predstavlja samo međukorak prema novim razvojnim konceptima koji nastaju na crtaćim daskama ruskih konstruktora i nose radne nazive "Korveta XXI -1" i "Korveta XXI -2", "Korveta XXI -3" i Korveta XXI -4".

### Tablica
| Deplasman                                                                              | Deplasman                           |
| -------------------------------------------------------------------------------------- | ----------------------------------- |
| standardni                                                                             | 1800 tona                           |
| puni                                                                                   | 2100 tona                           |
| Dimenzije                                                                              |                                     |
| duljina preko svega                                                                    | 104,5 metara                        |
| širina preko svega                                                                     | 13,0 metara                         |
| gaz srednji                                                                            | 3,7 metara                          |
| gaz preko kućišta sonara                                                               | 7,8 metara                          |
| Posada                                                                                 |                                     |
| ukupno                                                                                 | 100                                 |
| časnika                                                                                | 14                                  |
| Autonomija                                                                             | 15 dana                             |
| Glavni pogonski strojevi                                                               |                                     |
| tip                                                                                    | Dieselov D49 Kolomenski zavod JSC   |
| pogonski koncept                                                                       | CODAD                               |
| broj motora                                                                            | 4                                   |
| instalirana snaga                                                                      | 20 000 KS (?)                       |
| broj i vrsta propulzora                                                                | 2 x propeleri sa zakretnim krilcima |
| Brzine                                                                                 |                                     |
| maksimalna                                                                             | 28+/(30+ s PT) čvorova              |
| ekonomska                                                                              | 15 čvorova                          |
| Naoružanje i senzori                                                                   |                                     |
| Protubrodske rakete                                                                    |                                     |
| tip sustava                                                                            | 3M24 URAN-E                         |
| broj lansera                                                                           | 2                                   |
| tip lansera                                                                            | Transportno-lansirni kontejner      |
| broj raketa u lanseru                                                                  | 4                                   |
| bojni komplet                                                                          | 8 raketa                            |
| brzina raketa                                                                          | Visoko podzvučna                    |
| domet raketa                                                                           | 130-150 km                          |
| Protuzračni raketno-topnički sustav                                                    |                                     |
| tip sustava                                                                            | KORTIK-M (3R87ME) - Hibridni        |
| broj paljbenih modula                                                                  | 1                                   |
| broj raketnih lansera                                                                  | 2                                   |
| broj vođenih raketa u lanseru                                                          | 4                                   |
| bojni komplet                                                                          | 64 rakete 9M311                     |
| broj topničkih oruđa                                                                   | 2                                   |
| broj cijevi po oruđu/kalibar                                                           | 6/30 mm                             |
| tip topničkog oruđa                                                                    | AK-630                              |
| bojni komplet                                                                          | 1200 granata                        |
| Samostalni protuzračni topnički sustav                                                 | AK-630                              |
| Glavni topnički sustav                                                                 |                                     |
| tip sustava                                                                            | AK-190                              |
| broj topničkih oruđa                                                                   | 1                                   |
| broj cijevi po oružju                                                                  | 1                                   |
| kalibar                                                                                | 100 mm                              |
| sustav upravljanja paljbom                                                             | Puma-Univerzal                      |
| Protupodmorničko naoružanje                                                            |                                     |
| tip sustava                                                                            | Vodopad                             |
| sustav za upravljanje paljbom                                                          | Onjega                              |
| broj raketno-torpednih lansera                                                         | 2                                   |
| broj cijevi po lanseru                                                                 | 2                                   |
| tip raketno-torpednog lansera                                                          | RTPU TR-203                         |
| bojni komplet                                                                          |                                     |
| 16 PPD vođenih raketa Vodopad-NK (83 RN ili 84) ili 16 torpeda 53-56 K (opcija SET-65) |                                     |
| Zrakoplovna komponenta                                                                 |                                     |
| tip helikoptera                                                                        | Kamov Ka-27PL, Ka-28, Ka-31         |
| broj ukrcanih helikoptera                                                              | 1                                   |
| oprema platforme                                                                       | Optičko-svjetlosna                  |
| tip hangara                                                                            | Strukturni (dio nadgrađa)           |
| Elektronička oprema                                                                    |                                     |
| motrilački radar                                                                       | Pozitiv-M1                          |
| radar za odabir ciljeva raketama m-m                                                   | Monument                            |
| sustav za elektronsko ometanje                                                         | TK-25                               |
| sustav lansera pasivnih dipolnih ometača                                               | PK-10 (4 x10 - 120 mm), 2 x MR-231  |
| navigacijski radar                                                                     | Zarja                               |
| sonar s antenom u bulbu                                                                | Zarja                               |
| sonar s tegljenom antenom                                                              | Minotaur                            |